# Chlorobiota
Chlorobiota dříve Chlorobi (též zelené sirné bakterie) jsou kmen obligátně anaerobních fotoautotrofních bakterií, k němuž se však zařazuje pouze jedna čeleď s několika rody. Chlorobiota jsou příbuzné kmenu Bacteroidota. Jsou to nejčastěji nepohyblivé druhy a mohou se vyskytovat jako koky, tyčinky i spirály.
Modelovou bakterií v této skupině je Chlorobium tepidum.

## Fotosyntéza
Tyto bakterie jsou schopné fotosyntézy, a to zejména díky barvivu bakteriochlorofylu. Mnohá barviva také bývají v speciálních tělískách, chlorozomech. Donorem elektronů pro fotosyntézu jsou sulfidové ionty, vodík či oxid železnatý. Pokud je jím síra, často se po redukci ukládá mimo buňku, kde může být v budoucnu oxidována.

## Výskyt
Chlorobiota byly nalezeny například poblíž černých kuřáků v oceánu u Mexika, v hloubce 2500 metrů. V této hloubce žije bakterie "GSB1", a ačkoliv by se zdálo, že v takové hloubce není dostatek světla k fotosyntéze, vystačí si tato bakterie s tlumeným zářením z rozžhavených hornin